# Lee Kirby 300 1959
Lee Kirby 300 1959, även Lee Kirby Memorial 300, var ett stockcarlopp ingående i Nascar Grand National Series (nuvarande Nascar Cup Series) som kördes 25 oktober 1959 på den 0,5 mile (804,672 m) långa ovalbanan Concord Speedway i Concord i North Carolina. Totalt avverkades 150 miles (241,402 km) fördelat på 300 varv. Banunderlaget var dirt. Loppet vanns av Jack Smith i en Chevrolet på tiden 2:16.39 ägd av Smith själv.
Smiths snitthastighet uppgick till 54,005 mph. Han var vid målgång ensam förare på ledarvarvet, ett varv före tvåan Lee Petty. Prispotten uppgick till 6 540 dollar, varav 1 500 dollar gick till segraren.
Loppet är uppkallat efter den i North- och South Carolina lokale uppskattade sportkommentatorn Lee Kirby som avled under en operation 1954 vid en ålder av 48 år. Kirby var verksam på radiostationen WBT och Tv-stationen WBTV och kommenterade flera olika sporter.

## Resultat
| Plc     | Nr | Förare          | Team/ bilägare    | Konstruktör | Start | Varv | Ledda varv |
| ------- | -- | --------------- | ----------------- | ----------- | ----- | ---- | ---------- |
| 1       | 47 | Jack Smith      | Jack Smith        | Chevrolet   | 18    | 300  | 211        |
| 2       | 42 | Lee Petty       | Petty Enterprises | Plymouth    | 9     | 299  | 0          |
| 3       | 87 | Buck Baker      | Lynton Tyson      | Chevrolet   | 3     | 293  | 0          |
| 4       | 88 | Buddy Baker     | Lynton Tyson      | Chevrolet   | 8     | 291  | 0          |
| 5       | 98 | Glen Wood       | Tom Vernon        | Ford        | 23    | 288  | 0          |
| 6       | 64 | Shep Langdon    | Shep Langdon      | Ford        | 14    | 284  | 0          |
| 7       | 43 | Richard Petty   | Petty Enterprises | Plymouth    | 11    | 283  | 0          |
| 8       | 2  | Speedy Thompson | Bruce Thompson    | Chevrolet   | 7     | 282  | 0          |
| 9       | 59 | Tom Pistone     | Carl Rupert       | Ford        | 12    | 279  | 0          |
| 10      | 74 | L.D. Austin     | L.D. Austin       | Chevrolet   | 31    | 279  | 0          |
| 11      | 20 | Tiny Lund       | Spook Crawford    | Ford        | 15    | 268  | 0          |
| 12      | 9  | Roy Tyner       | Roy Tyner         | Chevrolet   | 24    | 266  | 0          |
| 13      | 19 | Herman Beam     | Herman Beam       | Chevrolet   | 34    | 260  | 0          |
| 14      | 15 | Rex White       | Beau Morgan       | Ford        | 5     | 258  | 0          |
| 15      | 76 | Larry Frank     | Larry Frank       | Chevrolet   | 30    | 255  | 0          |
| 16      | 96 | Bobby Keck      | Bobby Keck        | Chevrolet   | 19    | 248  | 0          |
| 17      | 11 | Junior Johnson  | Paul Spaulding    | Dodge       | 28    | 244  | 0          |
| 18      | 63 | R.L. Combs      | R.L. Combs        | Ford        | 17    | 237  | 0          |
| 19      | 94 | Bill Taylor     | i.u.              | Ford        | 21    | 235  | 0          |
| 20      | 31 | Brownie King    | Jess Potter       | Chevrolet   | 25    | 234  | 0          |
| 21      | 33 | Bill Scott      | i.u.              | Chevrolet   | 32    | 220  | 0          |
| 22      | 4  | Ken Rush        | Julian Petty      | Chevrolet   | 16    | 177  | 0          |
| 23      | 77 | Joe Lee Johnson | Joe Lee Johnson   | Chevrolet   | 33    | 173  | 0          |
| 24      | 75 | Curtis Turner   | Frank Hayworth    | Ford        | 22    | 159  | 0          |
| 25      | 32 | Richard Riley   | Jess Potter       | Chevrolet   | 29    | 149  | 0          |
| 26      | 36 | Tommy Irwin     | Tommy Irwin       | Ford        | 20    | 121  | 0          |
| 27      | 62 | Buck Brigance   | i.u.              | Chevrolet   | 10    | 117  | 0          |
| 28      | 6  | Cotton Owens    | W.H. Watson       | Ford        | 2     | 111  | 89         |
| 29      | 27 | E.J. Trivette   | E.J. Trivette     | Plymouth    | 6     | 103  | 0          |
| 30      | 34 | G.C. Spencer    | GC Spencer Racing | Chevrolet   | 13    | 102  | 0          |
| 31      | 17 | Fred Harb       | Fred Harb         | Ford        | 1     | 82   | 0          |
| 32      | 56 | Bill Morton     | Bill Morton       | Ford        | 4     | 82   | 0          |
| 33      | 5  | Bunk Moore      | Lund Racing       | Chevrolet   | 26    | 71   | 0          |
| 34      | 38 | Ned Jarrett     | Ned Jarrett       | Ford        | 27    | 69   | 0          |
| Källor: |    |                 |                   |             |       |      |            |